# کلاته کلوخ
کلاته کلوخ، روستایی از توابع بخش مرکزی شهرستان گناباد در استان خراسان رضوی ایران است. این روستا از مناطق محروم شهرستان گناباد محسوب می شود که مشکلات فراوانی دارد.

## جمعیت
این روستا در دهستان حومه قرار دارد و براساس سرشماری مرکز آمار ایران در سال ۱۳۹۵، جمعیت آن ۱۳۰ نفر بوده‌است.